# Firmin Lambot
Firmin Lambot (14. marts 1886 – 19. januar 1964) var en belgisk cykelrytter og dobbelt vinder af Tour de France.
Han blev født i den lille by Florennes og arbejdede som sadelmager, før han begyndte at køre professionelt i 1908. I det år vandt han både det flanderske og det belgiske mesterskab. Han kørte Tour de France fra 1911 til 1913, før 1. verdenskrig satte en stopper for løbet de næste fem år.
Da Touren langsomt kæmpede sig tilbage på fødderne i 1919, var den en miserabel affære: mange veje var ødelagt af krigen, logistikken fungerede ikke ordentligt og mange tidligere konkurrenter var døde. Kun 11 ryttere fuldførte 1919-udgaven. Lambot lå på den samlede andenplads i det meste af løbet, men sejrede da Eugène Christophe, som var den førende rytter, fik ødelagt sin forgaffel. Mange følte, at Lambots sejr i højere grad skyldtes Christophes uheld end hans egne evner, og en indsamling til Christophe, som til sidst oversteg størrelsen på Lambots officielle præmie, blev iværksat.
I 1919-udgaven af Touren afslørede Henri Desgrange sin senere berømte gule trøje, og Lambot var den første, der bar den. Siden da har man ved hjælp af den kunnet identificere løbets førende rytter. I 1920 og 1921 opnåede Lambot respektable placeringer, før han i 1922 fik sin anden og sidste Toursejr, da en ny konkurrent blev offer for en ødelagt cykel. Lambot var 36 år, da han vandt i 1922, og han er stadig den ældste mester i løbets historie.
Da karrieren sluttede, vendte han tilbage til jobbet som sadelmager.